# Пьянкино
Пьянкино — деревня в городском округе Шаховская Московской области России.

## Население
| 1852 | 1859 | 1926 | 2002 | 2006 | 2010 |
| ---- | ---- | ---- | ---- | ---- | ---- |
| 63   | ↗69  | ↗121 | ↘25  | ↘24  | ↗30  |

## География
Расположена на автодороге Р90, у границы с Лотошинским районом, примерно в 14 км к северу от районного центра — посёлка городского типа Шаховская, на левом берегу реки Шерстни (бассейн Иваньковского водохранилища). Соседние населённые пункты — село Раменье и деревня Харитоново. Имеется автобусное сообщение с городом Тверью, райцентрами Шаховская и Лотошино.

## Исторические сведения
В 1769 году Пьянкова — деревня Хованского стана Волоколамского уезда Московской губернии, владение премьер-майора Василия Леонтьевича Сухово-Кобылина и жены Пелагеи Павловны. К владению относилось 46 десятин 191 сажень пашни, 84 десятины 1691 сажень леса и 5 десятин 836 саженей «рощи березовой береженой и осиновой». В деревне было 14 душ.
В середине XIX века сельцо Пьянкино относилось ко 2-му стану Волоколамского уезда и принадлежала титулярному советнику Николаю Николаевичу Легонье. В сельце было 9 дворов, 33 души мужского пола и 30 душ женского.
На карте Московской губернии 1860 года Ф. Ф. Шуберта — Пьянки.
В «Списке населённых мест» 1862 года Пьянкино — владельческое сельцо 1-го стана Волоколамского уезда Московской губернии по правую сторону Зубцовского тракта, шедшего из села Ярополча (ныне Ярополец), в 30 верстах от уездного города, при колодце, с 12 дворами и 69 жителями (33 мужчины, 36 женщин).
По данным на 1890 год деревня входила в состав Кульпинской волости, число душ мужского пола составляло 23 человека. 
В 1913 году — 20 дворов, усадьба Зенина и имение Скородумова.
Постановлением президиума Моссовета от 24 марта 1924 года Кульпинская волость была ликвидирована, а её территория включена в состав Раменской волости.
По материалам Всесоюзной переписи населения 1926 года — деревня Раменского сельсовета, проживал 121 человек (56 мужчин, 65 женщин), насчитывалось 21 крестьянское хозяйство.
С 1929 года — населённый пункт в составе Шаховского района Московской области.
1994—2006 гг. — деревня Раменского сельского округа.
2006—2015 гг. — деревня сельского поселения Раменское.
2015 — н. в. — деревня городского округа Шаховская.